# Alloscirtetica gilva
Alloscirtetica gilva är en biart som först beskrevs av Holmberg 1884.  Alloscirtetica gilva ingår i släktet Alloscirtetica och familjen långtungebin. Inga underarter finns listade i Catalogue of Life.